# Neurospora crassa
Neurospora crassa  é uma espécie de fungo pertencente ao filo Ascomycota.
É uma espécie importante devido ao seu uso intensivo em ciência: é portanto classificado como um organismo modelo.
Este uso intensivo advém das suas características:
- Fácil manuseio e reprodução;
- Ciclo de vida haplóide.

Por ser haplóide, as análises genéticas estão facilitadas porque a descendência irá revelar os traços recessivos.
Em 24 de Abril de 2003, a revista Nature anunciou o sequenciamento completo do genoma desta espécie. O seu genoma tem aproximadamente 43 milhões de bases, compreendendo cerca de 10 000 genes.